# Muzeum Memlinga
Muzeum Memlinga (hol. Memling in Sint-Jan) – muzeum ulokowane w średniowiecznym budynku byłego Szpitala św. Jana (hol. Sint-Janshospitaal) w Brugii, jednym z najstarszych zachowanych budynków szpitalnych w Europie.
Zgromadzone eksponaty muzealne (meble, wyroby ze srebra, naczynia cynowe, a także obrazy i posągi) dają pogląd na działalność średniowiecznego szpitala. W jego kaplicy eksponowanych jest sześć arcydzieł Hansa Memlinga, w tym relikwiarz św. Urszuli. Cennym zabytkiem jest też zachowana stara apteka oraz ogród zielny.

## Historia
Pierwsza wzmianka o szpitalu św. Jana pochodzi z 1188 roku. W latach 1473–1475 został rozbudowany. Dobudowano do niego wówczas kaplicę. W XV w. był jednym z czterech szpitali w Brugii. Jako szpital funkcjonował do 1978. Posadzka wewnątrz znajduje się metr poniżej poziomu ulicy, wskazując na kolejne jej nadbudowy w ciągu stuleci.
Całości założenia dopełnia szpitalny dziedziniec, zachowujący klimat średniowiecznej Brugii, począwszy do ogrodu, a na szczytach dachów otaczających go budynków skończywszy.

## Kolekcja Memlinga
W kaplicy szpitalnej wystawionych jest sześć arcydzieł pochodzącego z Niemiec Hansa Memlinga. Cztery z nich były wykonane specjalnie dla kaplicy.

### Tryptyk Mistyczne zaślubiny św. Katarzyny

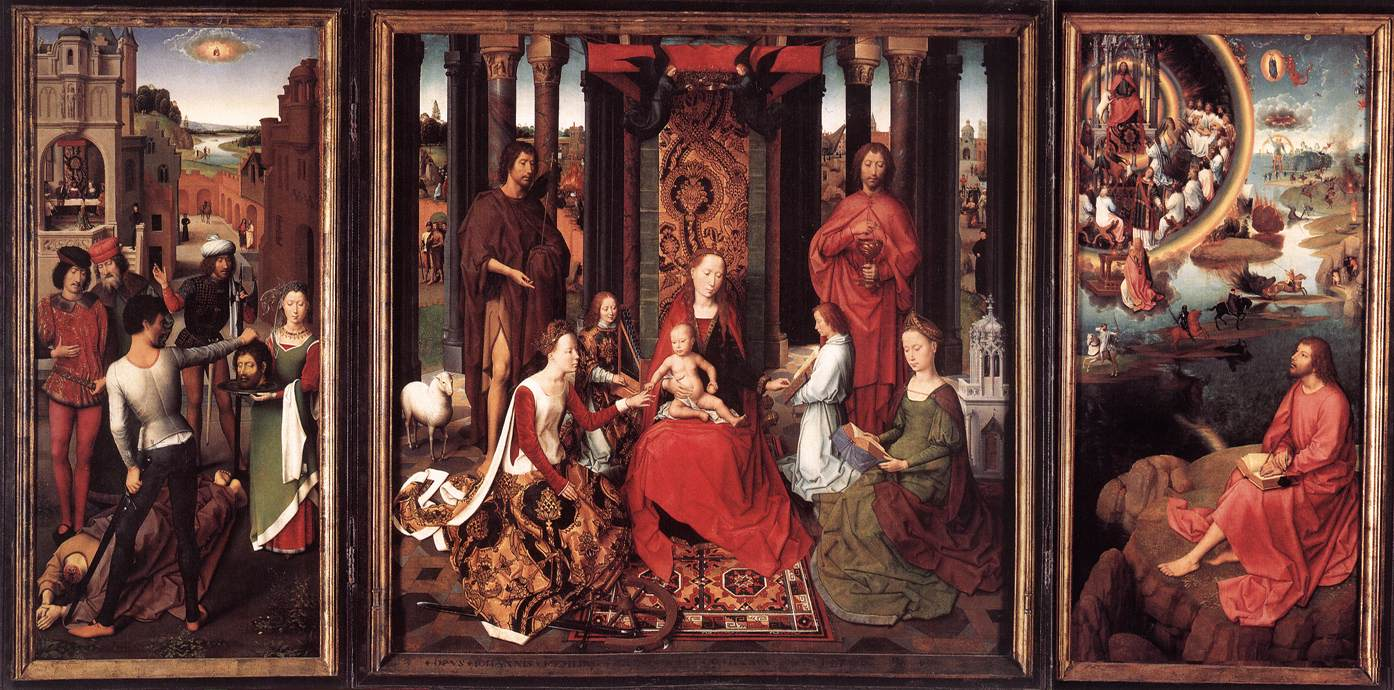
Mistyczne zaślubiny św. Katarzyny

Tryptyk ołtarzowy Mistyczne zaślubiny św. Katarzyny, znany też jako Tryptyk św. Jana Chrzciciela i św. Jana Ewangelisty (zach.-flam. Triptiek van Johannes de Doper en Johannes de Evangelist lub Sint-Jansaltaarstuk) – tryptyk namalowany w latach 1474–1479 dla ołtarza głównego w Kaplicy św. Jana. Największe i najbardziej wyszukane dzieło Memlinga. Symboliczny gest Jezusa wkładającego pierścień ślubny na palec św. Katarzyny z Aleksandrii sprawił, iż dzieło otrzymało na wiele lat tytuł: Mistyczne zaślubiny św. Katarzyny. Niemniej jednak poświęcone jest ono Najświętszej Maryi Pannie i dwóm św. Janom. Razem z Sądem Ostatecznym z Gdańska (1467) i Ołtarzem Męki Pańskiej z Lubeki (1491) należy do trzech największych tryptyków namalowanych przez Memlinga. Części dzieła:
- Tronująca Najświętsza Maryja Panna w otoczeniu św. Katarzyny, św. Barbary, św. Jana Chrzciciela, św. Jana Ewangelisty i anioła, 1479, olej na drewnie (173,6 x 173,7cm – część centralna)
- Ścięcie św. Jana Chrzciciela, olej na drewnie (176 x 78,9 cm – skrzydło lewe)
- Św. Jan Ewangelista na Patmos, 1479, olej na drewnie (176 × 78,9 cm – skrzydło prawe)

### Tryptyk Floreins

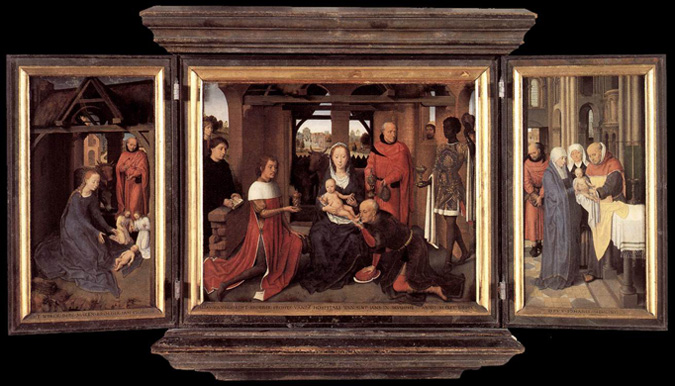
Tryptyk Floreins

Tryptyk Floreins – powstały ok. 1479 na zamówienie Jana Floreinsa, przeznaczony do jego prywatnego ołtarza; olej na desce (46,3 x 57,4 cm – panel centralny; lewy i prawy panel – 48 x 25 cm):
- Pokłon Trzech Króli (część centralna)
- Boże Narodzenie (skrzydło lewe)
- Ofiarowanie Jezusa w świątyni (skrzydło prawe)

Ten niewielki tryptyk stanowi zmniejszoną wersję wielkiego dzieła Pokłon Trzech Króli powstałego w 1470, a znajdującego się w muzeum Prado. Kompozycja środkowej części obrazu wykazuje związek ze środkową częścią tryptyku św. Kolumbana Rogiera van der Weydena. Akcja dzieła rozgrywa się wewnątrz ruiny, oddzielającej plan pierwszy od tła obrazu. W centrum siedzi Najświętsza Maryja Panna z Dzieciątkiem, obok niej, z lewej strony, klęczy książę Burgundii Karol Śmiały a za nim ubrany w czarny habit Jan Floreins z książką w ręku. W osobie króla klęczącego z prawej strony przedstawiony został książę Filip III Dobry, zaś siebie samego Hans Memling umieścił w oknie.

### Portret młodej kobiety
Portret młodej kobiety z 1480 – jedyny zachowany portret pędzla Memlinga, przedstawiający pojedynczy wizerunek kobiety. Jest on jednocześnie portretem zamożnej flamandzkiej mieszczki ostatnich dekad XV w. Obraz jest znany również pod nazwą Sibylla Sambetha zgodnie ze znajdującą się na nim inskrypcją.

### Dyptyk Maartena van Nieuwenhove

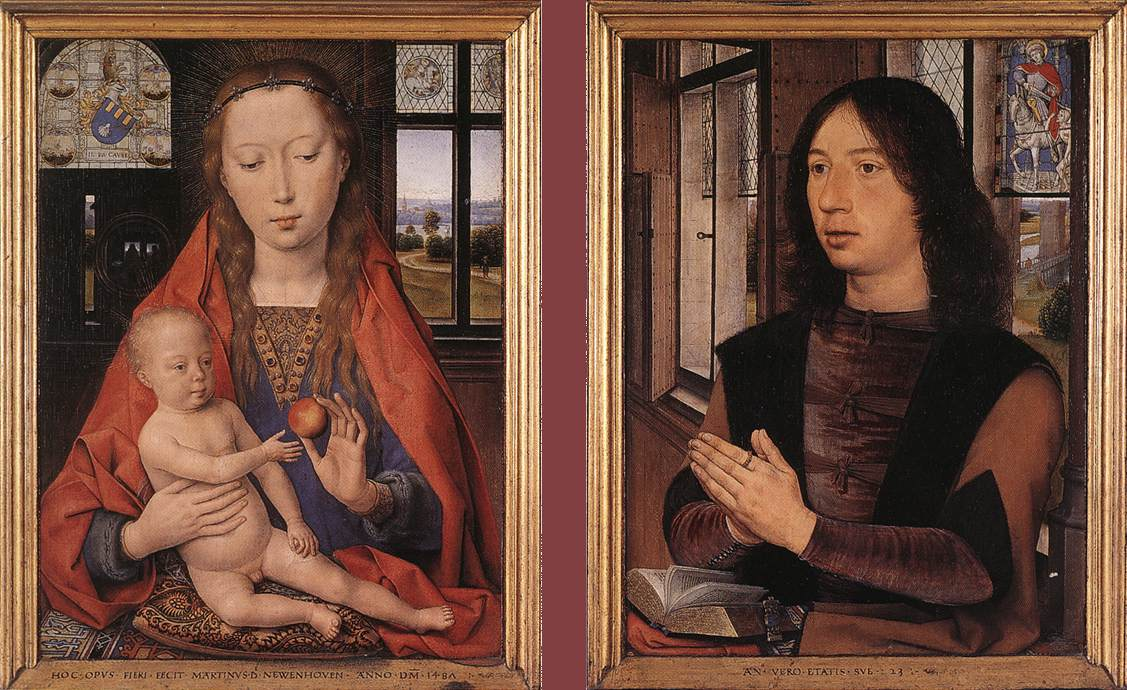
Dyptyk Maartena van Nieuwenhove

Dyptyk Maartena van Nieuwenhove: Madonna z Dzieciątkiem (lewe skrzydło) i Portret Maartena van Nieuwenhove (prawe skrzydło) – dyptyk z 1487 roku, olej na desce (44,7 x 33,5 cm). Panel lewy ukazuje Madonnę z Dzieciątkiem a prawy jest portretem donatora Maartena van Nieuwenhovena, szlachcica z Brugii. Dzieło pochodzi z tego samego roku co tryptyk Portinarich i jest powiązane z nim stylowo i typologicznie. Oprócz przykładu z Chicago jest to jedyny dyptyk portretowy, który przetrwał nienaruszony. Maryja i Dzieciątko Jezus są podobne do swych odpowiedników z obrazu św. Kolumbana Rogiera van der Weydena, jednak w stosunku do nich jest wydaja się być bardziej ożywione a ich gesty bardziej naturalne. Dzieciątko Jezus, ukazane w podobnej pozie jak na obrazie van der Weydena, sięga śmielej po symbolizujące grzech pierworodny jabłko, trzymane przez Matkę; gest ten ma wyrażać jego zgodę na późniejszą mękę, niezbędną, żeby zbawić ludzkość.
Panel ten jest mistrzowskim nawiązaniem do bogatej, aluzyjnej symboliki, reprezentowanej w tradycji flamandzkiej przez van Eycka. Podobnie jak w obrazie Portret małżonków Arnolfinich również Memling umieścił w tle lustro odbijające Maryję z Dzieciątkiem a także postać przedstawionego oddzielnie na panelu prawym szlachcica, Maartena van Nieuwenhovema, który w sensie przenośnym staje się świadkiem całego wydarzenia a cały dyptyk – połączeniem sfery duchowej, boskiej i świeckiej – codziennego życia szlachcica z Brugii, którego nazwisko i wiek zostały uwiecznione na ramie obrazu.

### Relikwiarz świętej Urszuli

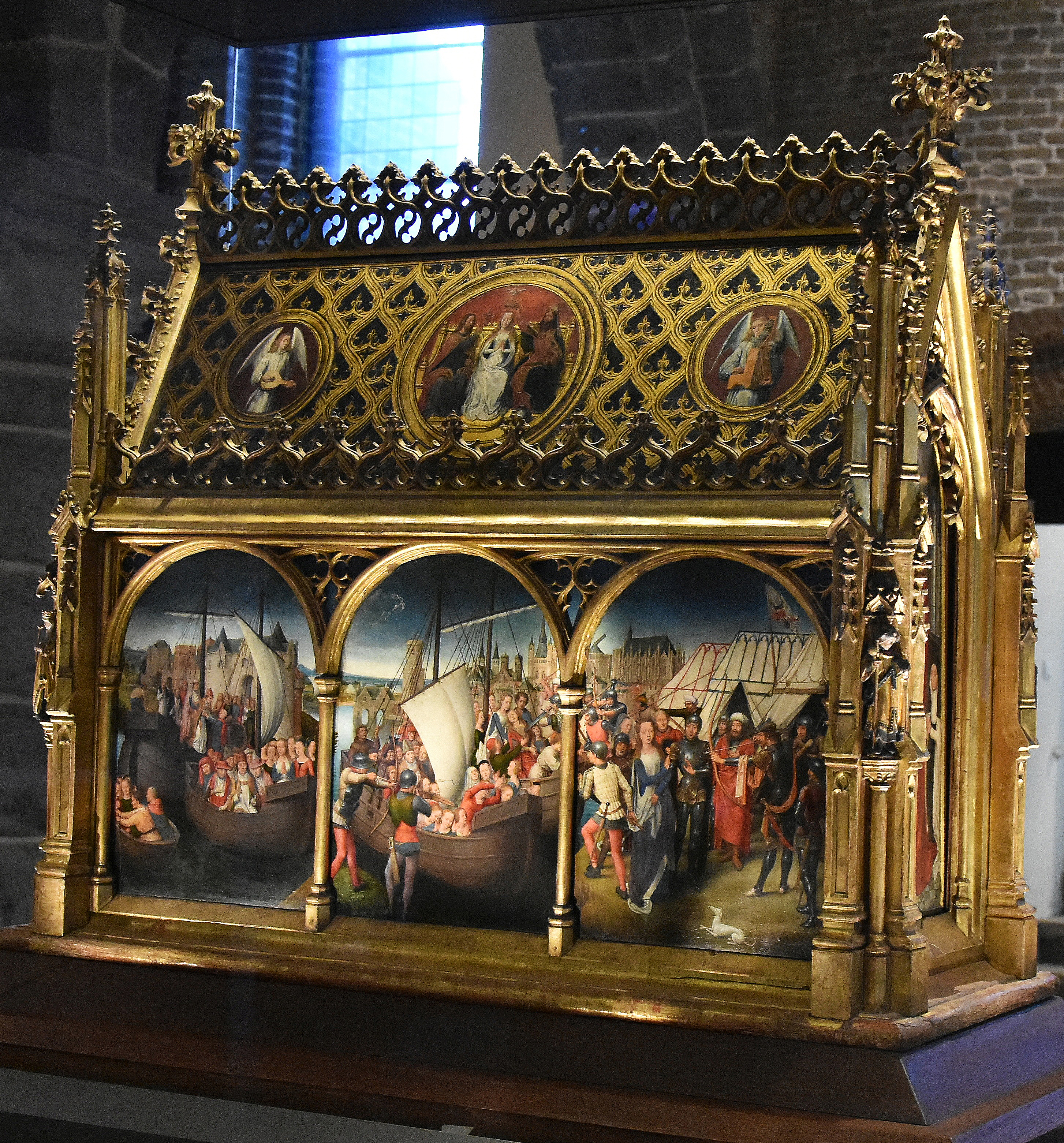
Relikwiarz świętej Urszuli

Relikwiarz świętej Urszuli (zach.-flam. Schrijn van de H. Ursula) – relikwiarz z 1489 roku, zbudowany w formie tradycyjnego domu lub kaplicy z dwuspadowym dachem, z pozłacanego i pokrytego malowidłami drewna (87 x 33 x 91 cm). Obrazy znajdują się na jego dachu i na wszystkich bokach. Całość jest ozdobiona detalami charakterystycznymi dla późnego gotyku: pinaklami, szczytami, żabkami, kwiatonami, maswerkami i statuami. Malowidła na relikwiarzu nawiązują do legendy o św. Urszuli.
Choć dzieło zostało zamówione przez Szpital św. Jana, nie nosi żadnej inskrypcji ani sygnatury, co mogło tłumaczyć się tym, iż było eksponowane tylko w uroczystość św. Urszuli a także tym, że ma charakter czysto liturgiczny. Memlingowi zlecono dekoracje nowego relikwiarza, do którego 21 października 1489 przeniesiono szczątki świętej. Przedtem trzymano je prawdopodobnie w XIV-wiecznej szkatułce, która również się zachowała.

### Tryptyk Adriaana Reinsa

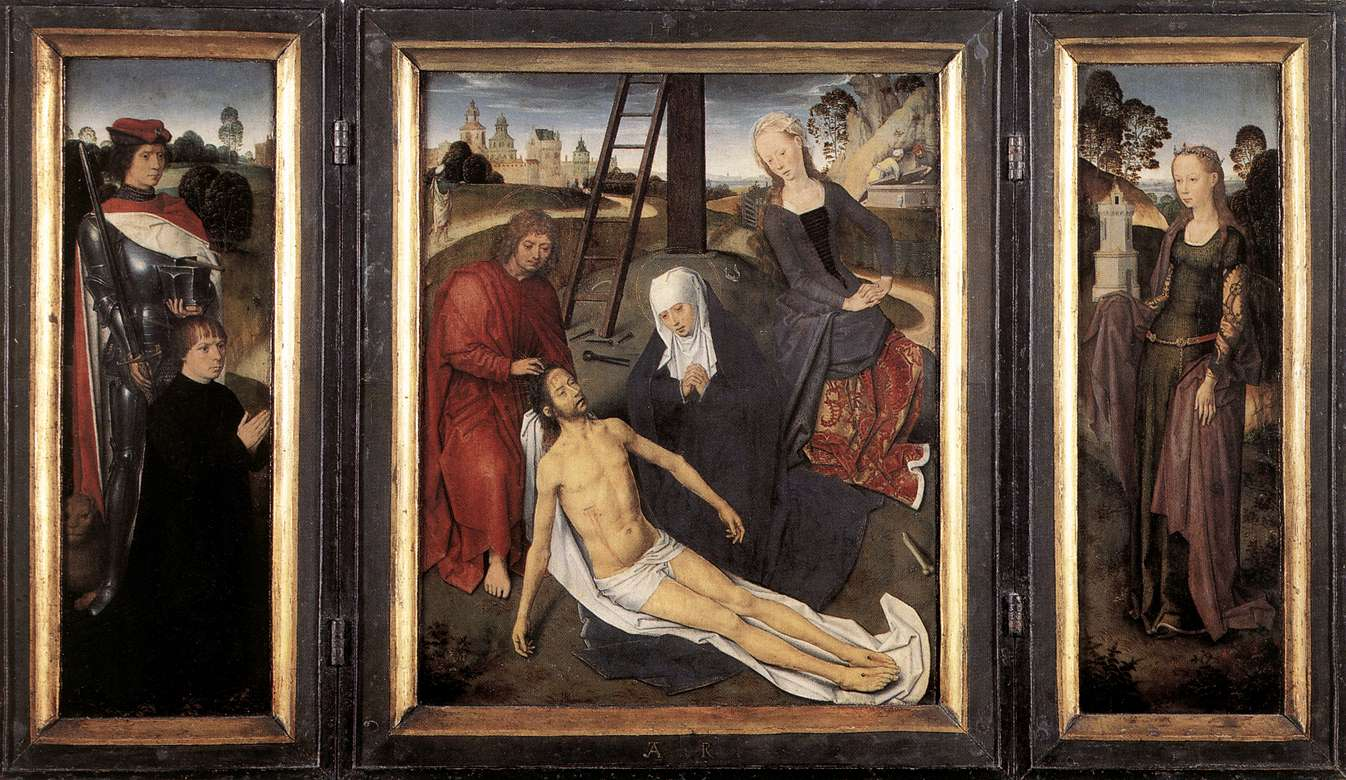
Tryptyk Adriaana Reinsa

Tryptyk Adriaana Reinsa – tryptyk z 1480, olej na desce (43,8 x 35,8 cm – część centralna; skrzydła boczne –45,3 x 15,3 cm):
- Zdjęcie z krzyża (część centralna)
- Adriaan Reins ze św. Adrianem (skrzydło lewe)
- Święta Wilgefortis (skrzydło prawe)

Ten niewielki tryptyk to druga nastawa ołtarzowa zamówiona u Memlinga przez zakonnika ze szpitala św. Jana; pierwszą był Tryptyk Floreins. Donator dzieła został zidentyfikowany jako Adriaan Reins na podstawie inicjałów AR na ramie oraz na figurze św. Adriana na lewym skrzydle. Reins został przyjęty do zakonu w 1479 a zmarł w 1490.